# Rowans
Rowans waren binnen Scouting Nederland de jongens in de leeftijd van (officieel) 15 tot 18 jaar. 
Meisjesgroepen in dezelfde leeftijd werden Sherpa's genoemd. Sinds 2010 vallen Rowans en Sherpa's binnen de gemengde speltak Explorers, al zijn er nog groepen die de oorspronkelijke namen hanteren. 
De eerste Rowan-afdeling (RA1) is opgericht in 1958 door de Katholieke Verkenners (KV).
De naam is afkomstig van de Amerikaanse kapitein Andrew Summers Rowan, die tijdens de onafhankelijkheidsoorlog van Cuba tegen Spanje in het voorjaar van 1898 onder zeer moeilijke omstandigheden een boodschap van de Amerikaanse president McKinley overbracht aan de Cubaanse rebellenleider Calixto García. Vanwege de vindingrijkheid en het doorzettingsvermogen is later besloten om jongens van deze nieuwe speltak "Rowans" te noemen.